# Конфлікт на ранчо
Конлфікт на ранчо (англ. The Range Feud) — докодексовий вестерн 1931 року режисера Д. Росс Ледермана з Баком Джонсом та Джона Вейна . Біограф Вейна Рональд Л. Девіс називав цей фільм першим у серед «дешевих конвеєрних вестернів», у яких Вейн зіграв у 1930-х роках. У1934 році фільм був перероблений під 15-серійний серіал «Червоний вершник» з Баком Джонсом.

## Сюжет
Клінт Тернер заарештований за вбивство батька своєї дівчини Джуді Уолтон. Клінт потрапляє під підозру, оскільки Уолтони та Тернери мають давній конфлікт між їх ранчо. Шериф Бак Гордон, прийомний син старика Тернера, має розібратися у цій справі, та встановити справедливість.

## У ролях
- Бак Джонс — шериф Бак Гордон
- Джон Вейн — Клінт Тернер
- Сьюзан Флемінг — Джуді Уолтон
- Едвард Лесент — Джон Уолтон
- Вілл Воллінг — старик Тернер
- Воллес Макдональд — Генк
- Гаррі Вудс — Венделл
- Френк Остін — Джед Біггерс
- Джек Кертіс — бармен Чарлі (в титрах не вказаний)
- Гленн Стрейндж — Сліма (в титрах не вказаний)
- Ел Тейлор — Ел (в титрах не вказаний)
- Блекджек Уорд — Джека (в титрах не вказаний)